# Conophytum phoeniceum
Conophytum phoeniceum är en isörtsväxtart som beskrevs av Steven A. Hammer. Conophytum phoeniceum ingår i släktet Conophytum, och familjen isörtsväxter. Inga underarter finns listade i Catalogue of Life.